# Tieni
Tieni is een plaatsje even ten noordoosten van Massa Fiscaglia, in de Italiaanse provincie Ferrara, regio Emilia-Romagna. Tieni ligt op de oostelijke oever van de Po di Volano, een zijarm van de Po.

## Torre di Tieni
Een halve kilometer ten noorden van Tieni staat de Torre di Tieni, een wachttoren van waaruit vroeger het scheepvaartverkeer op de Po di Volano werd gecontroleerd. Vermoedelijk bevond zich op de andere oever van de rivier eenzelfde toren, waartussen een lange ketting kon worden gespannen. De Torre di Tieni, waarvan de precieze datering onduidelijk is, werd gebouwd door de Estensi, leden van de familie Este. Dit geslacht had van 1240 tot 1597 de macht in Ferrara in handen en betwistte de stad Venetië de dominantie in de zouthandel. In 1405 en 1482-1483 vonden hier militaire confrontaties tussen de beide partijen plaats.